# Jehudiel
Jehudiel (także Jegudiel, Jhudiel lub Jehudiel; heb. יהודיאל Yehudiel „chwała Boga”) – jeden z siedmiu archaniołów w tradycji cerkwi prawosławnej.

## W Biblii i nauce Kościoła
W Księdze Tobiasza archanioł Rafał mówi, że jest „jednym z siedmiu aniołów, którzy stoją w pogotowiu i wchodzą przed majestat Pański” (Tob 12, 15). Jehudiel jest archaniołem chwały Bożej. Przewodniczy dziękczynieniu i uwielbieniu Boga.
Jehudiel pojawia się w Księdze Wyjścia. Miał prowadzić Izraelitów podczas czterdziestoletniej wędrówki przez pustynię do Kanaanu. To on miał poprzedzać Izraelitów uciekających przed Egipcjanami: „Anioł Boży, który szedł na przedzie wojsk izraelskich, zmienił miejsce i szedł na ich tyłach. Słup obłoku również przeszedł z przodu i zajął ich tyły, stając między wojskiem egipskim a wojskiem izraelskim. I tam był obłok ciemnością, tu zaś oświecał noc. I nie zbliżyli się jedni do drugich przez całą noc” (Wj 14, 19–20). To do niego odnoszą się słowa: „Oto Ja posyłam anioła przed tobą, aby cię strzegł w czasie twojej drogi i doprowadził cię do miejsca, które ci wyznaczyłem. Szanuj go i bądź uważny na jego słowa. Nie sprzeciwiaj się mu w niczym, gdyż nie przebaczy waszych przewinień, bo imię moje jest w nim” (Wj 23, 20–21). Chronił więc i pouczał Mojżesza, ale i Izraelitów. Jehudiel to przewodnik Izraelitów: „Mój anioł poprzedzi cię i zaprowadzi do Amoryty, Chetyty, Peryzzyty, Kananejczyka, Chiwwity, Jebusyty, a Ja ich wygładzę” (Wj 23, 23).
Wspomniano o nim w niekanonicznej Księdze Henocha powstałej między 130 p.n.e. a 68 n.e.
Jego imię nie występuje w Piśmie Świętym. Znane jest tylko z pism apokryficznych i objawień. W XV wieku mnich Amadeusz z Portugalii (zm. 1482) opisał siedmiu archaniołów, z których jednego nazwał Jehudielem. Imię archanioła pojawiało się w rocznikach katolickich w XV–XVI wieku. 

## Patronat
Jest patronem wszystkich, którzy do czegoś dążą. Noszona przez niego korona symbolizuje nagrodę za udany trud duchowy. Wraz ze swoimi podwładnymi aniołami jest doradcą i obrońcą wszystkich, którzy pracują na chwałę Boga na stanowiskach związanych z odpowiedzialnością (królowie, sędziowie, głowy rodzin, inni przywódcy). Jest patronem sakramentu ostatniego namaszczenia, ascetów i zakonników. Przedstawia się go jako zachęcającego do spowiedzi. Opiekuje się wiosną i nowym początkiem, przynosi harmonię, wspiera talenty.
Uważany jest za jednego z siedmiu archaniołów w wariancie katolickiego systemu łączącego kolejne dni tygodnia z archaniołami będącymi ich atrybutami. W astrologii Jehudiel z archaniołem Sealtielem rządzą ruchem planet.
Jego kolorem jest purpura (głęboki fiolet), a kwiatem bez lilak.  
Jego wspomnienie w Kościele wschodnim (wraz z pozostałymi archaniołami) obchodzone jest 8 listopada (21 listopada według kalendarza gregoriańskiego) jako Sobór Archanioła Michała i innych bezcielesnych mocy. Zostało ustanowione na synodzie w Laodycei w 363–364.

## Ikonografia
Jest przedstawiany z koroną i biczem o trzech końcach (w odwołaniu do cytatu „kogo miłuje Pan, tego karze, chłoszcze zaś każdego, którego za syna przyjmuje” (Hbr 12, 6)), z płonącym sercem lub z Najświętszym Sercem Jezusa w dłoni.

## Przedstawienia
Przedstawiono go na bizantyjskim fresku w kościele San Angelo Carmelitano w Palermo wraz z pozostałymi sześcioma archaniołami. Przy przedstawieniu Jehudiela znajdowało się słowo remunerator, czyli wynagradzający. Odkrycie doprowadziło do rozkwitu kultu siedmiu archaniołów w zachodnim Kościele. W 1698 dekret Kongregacji do spraw Świętych Obrzędów ograniczył kult archaniołów, w tym Jehudiela. Za namową władz kościelnych jego przedstawienia, podobnie jak innych archaniołów, zostały zamalowane.
Jehudiel pojawia się w baroku. Występuje m.in. na obrazie w kościele farnym w Mattsies, dzielnicy miasta Tussenhausen, na obrazach anonimowego mistrza w Calamarca w Boliwii z około 1750, w ołtarzu głównym bazyliki archikatedralnej w Gdańsku-Oliwie, na fresku autorstwa Michaela Willmanna na sklepieniu prezbiterium kościoła p.w. św. Józefa w Krzeszowie. Jego przedstawienie znajdowało się w kościele św. Anny w Ostrzeszowie.
Jego wizerunek zachował się m.in. w cerkwi św. Mikołaja Cudotwórcy w Michałowie.

## Galeria

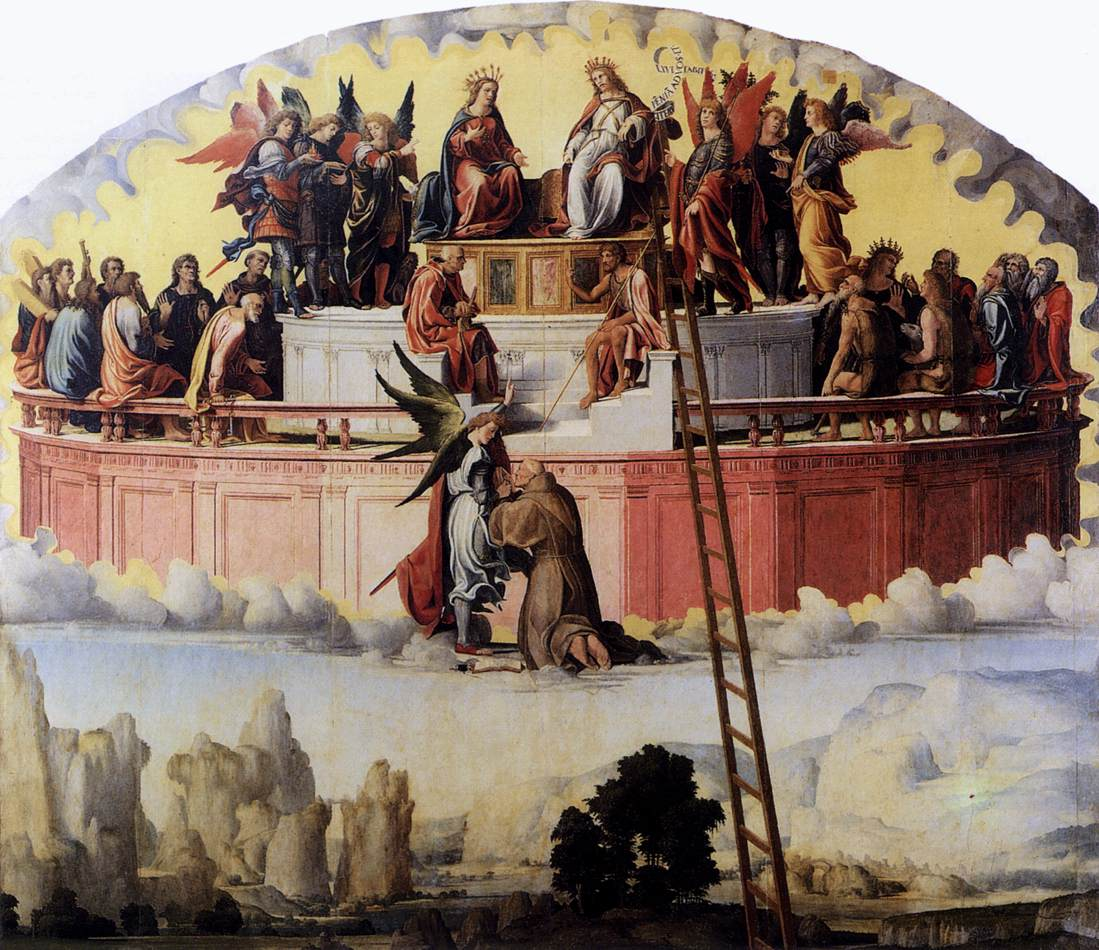
Pedro Fernández, Vision of the Blessed Amedeo Menez de Sylva, około 1514
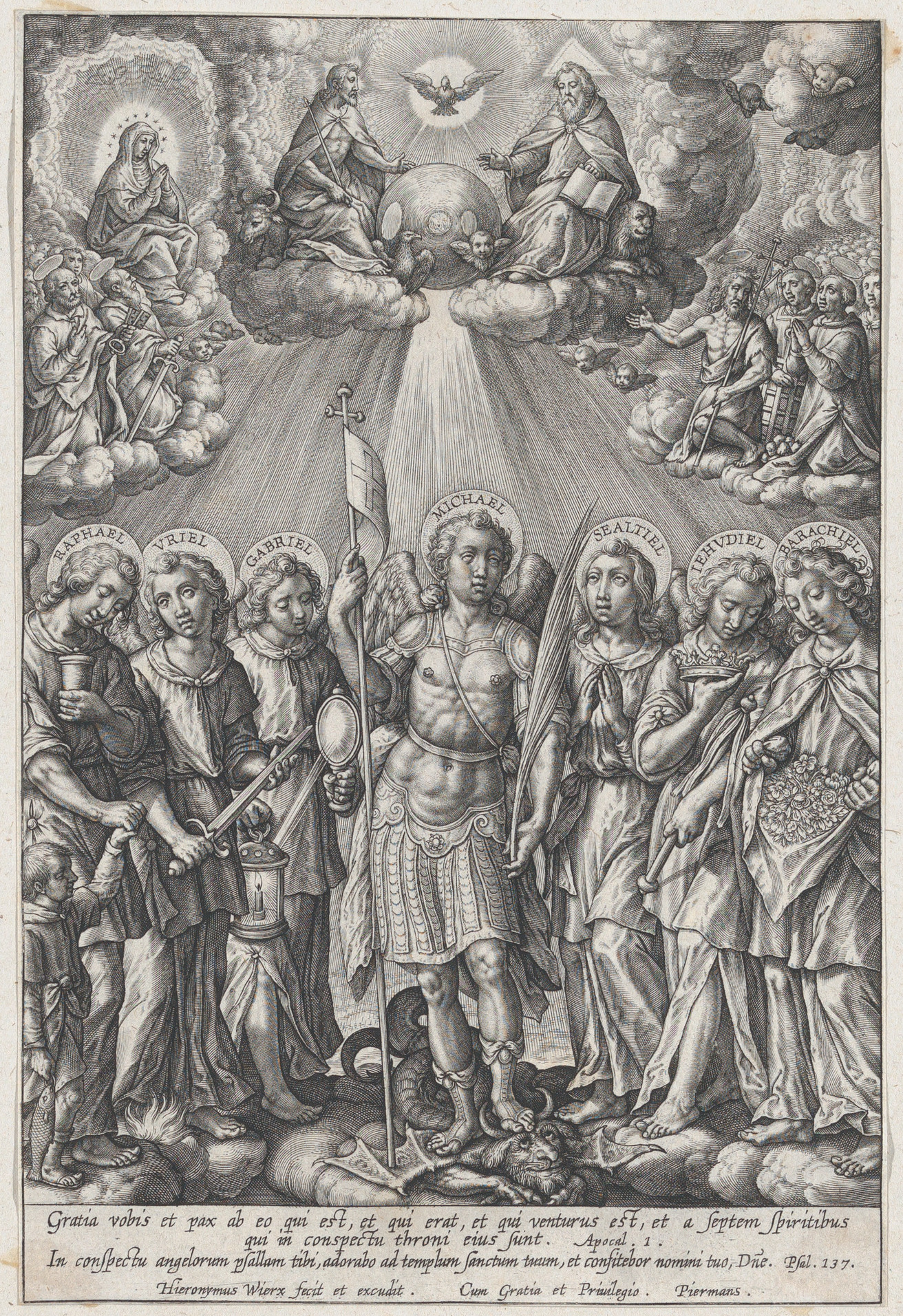
Siedmiu archaniołów na rycinie Hieronymusa Wierixa, 1570–1619, Jehudiel drugi z prawej
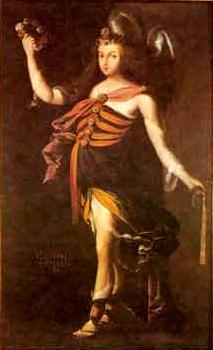
Jehudiel na wizerunku z około 1650
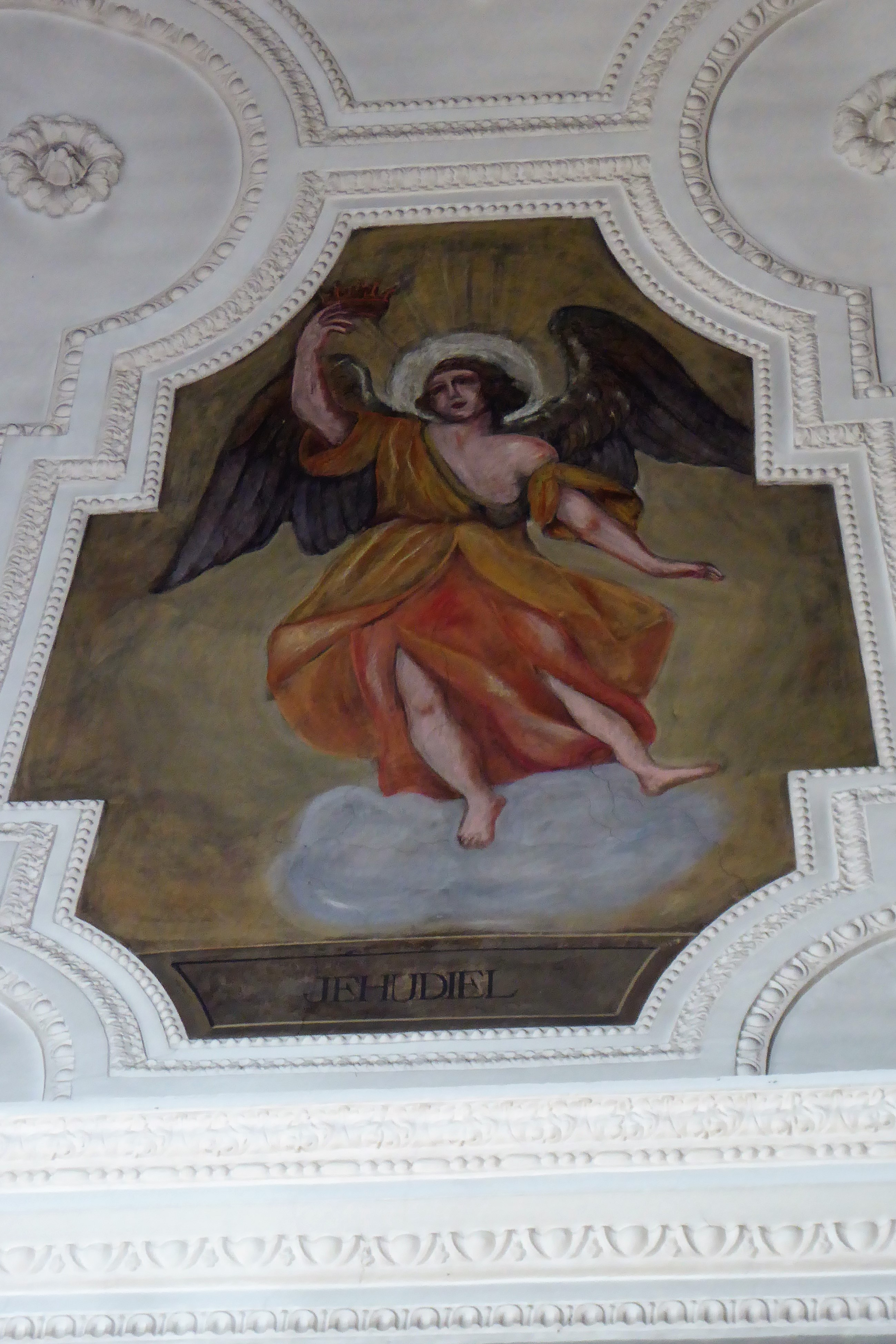
Jehudiel na fresku w kościele w Weilheim in Oberbayern
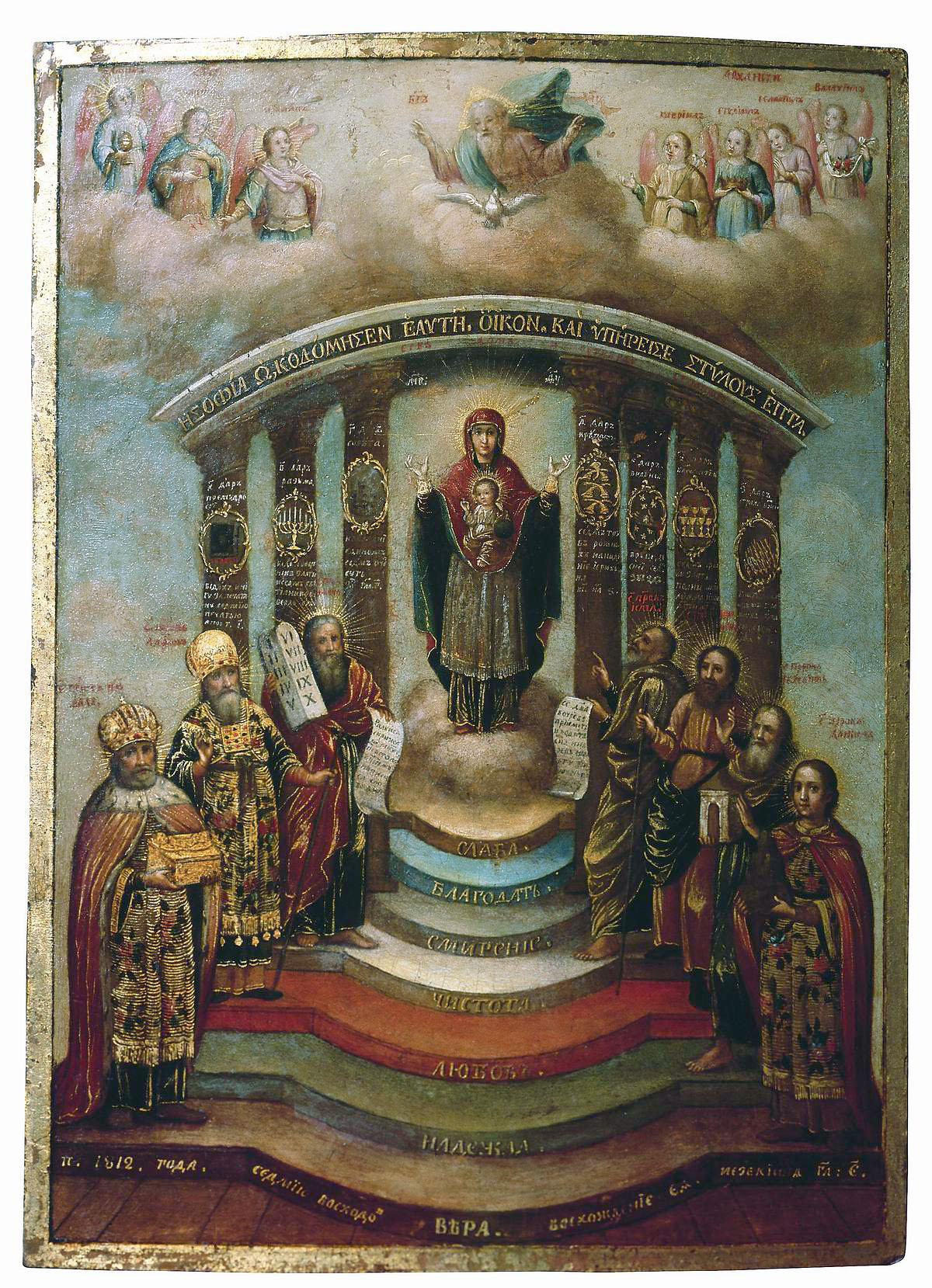
Ikona Mądrości Bożej z 1812, Jehudiel trzeci z prawej
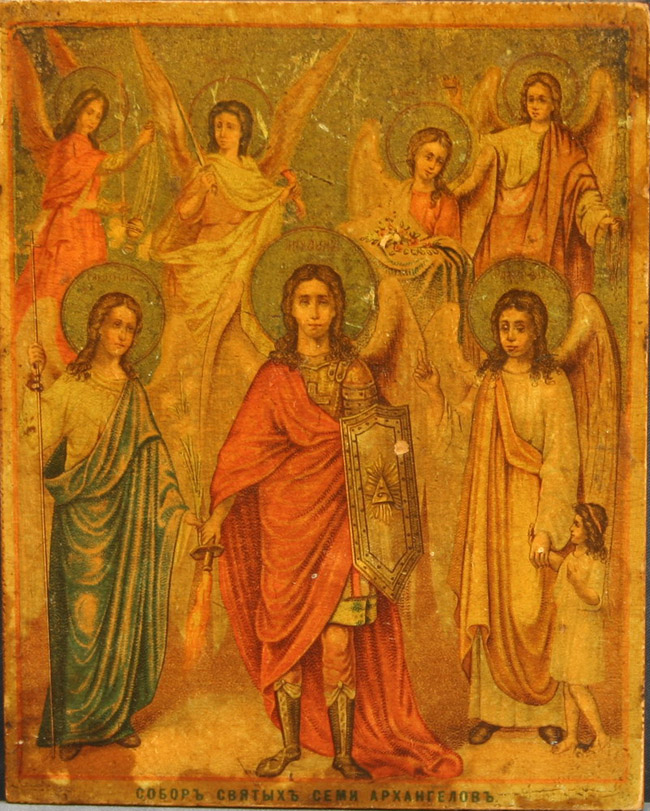
Rosyjska ikona z początku XX wieku, Jehudiel w prawym górnym rogu
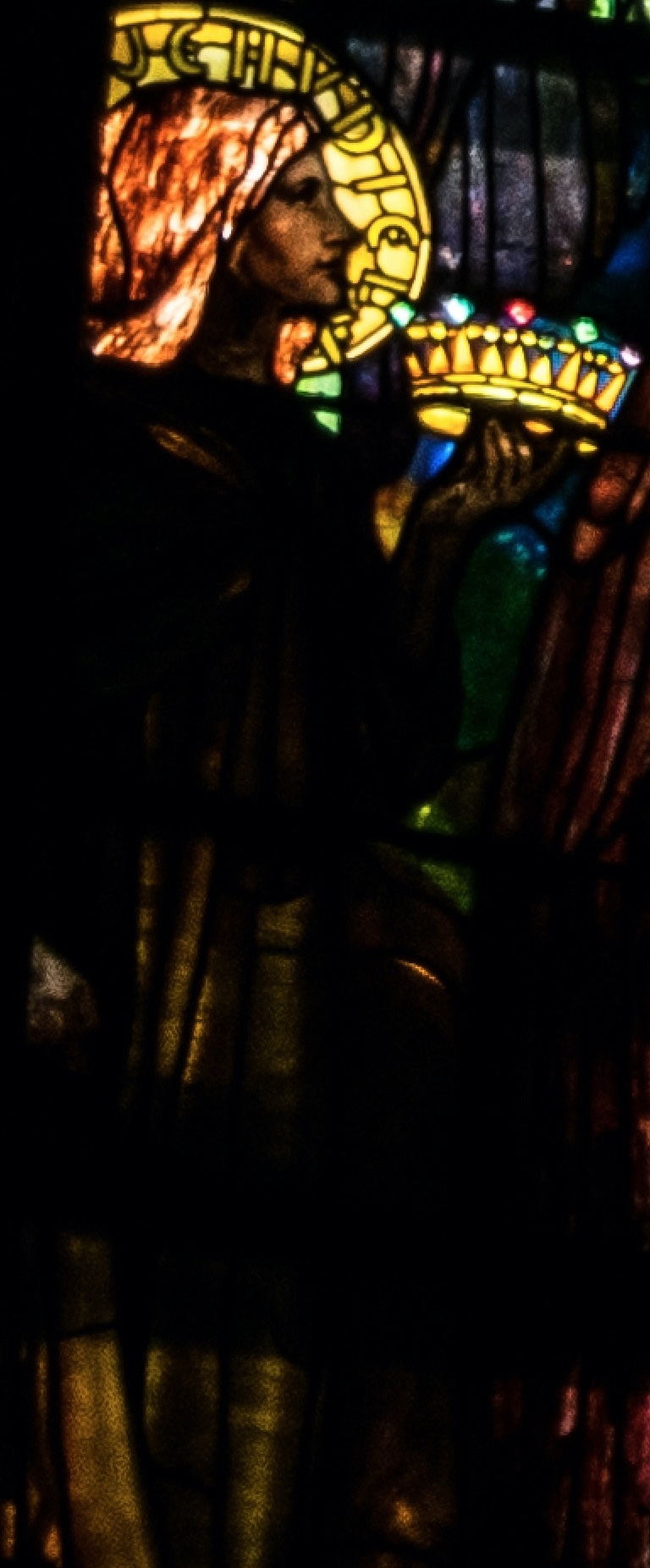
Jehudiel na witrażu w kościele pw. św. Michała Archanioła na Manhattanie w Nowym Jorku
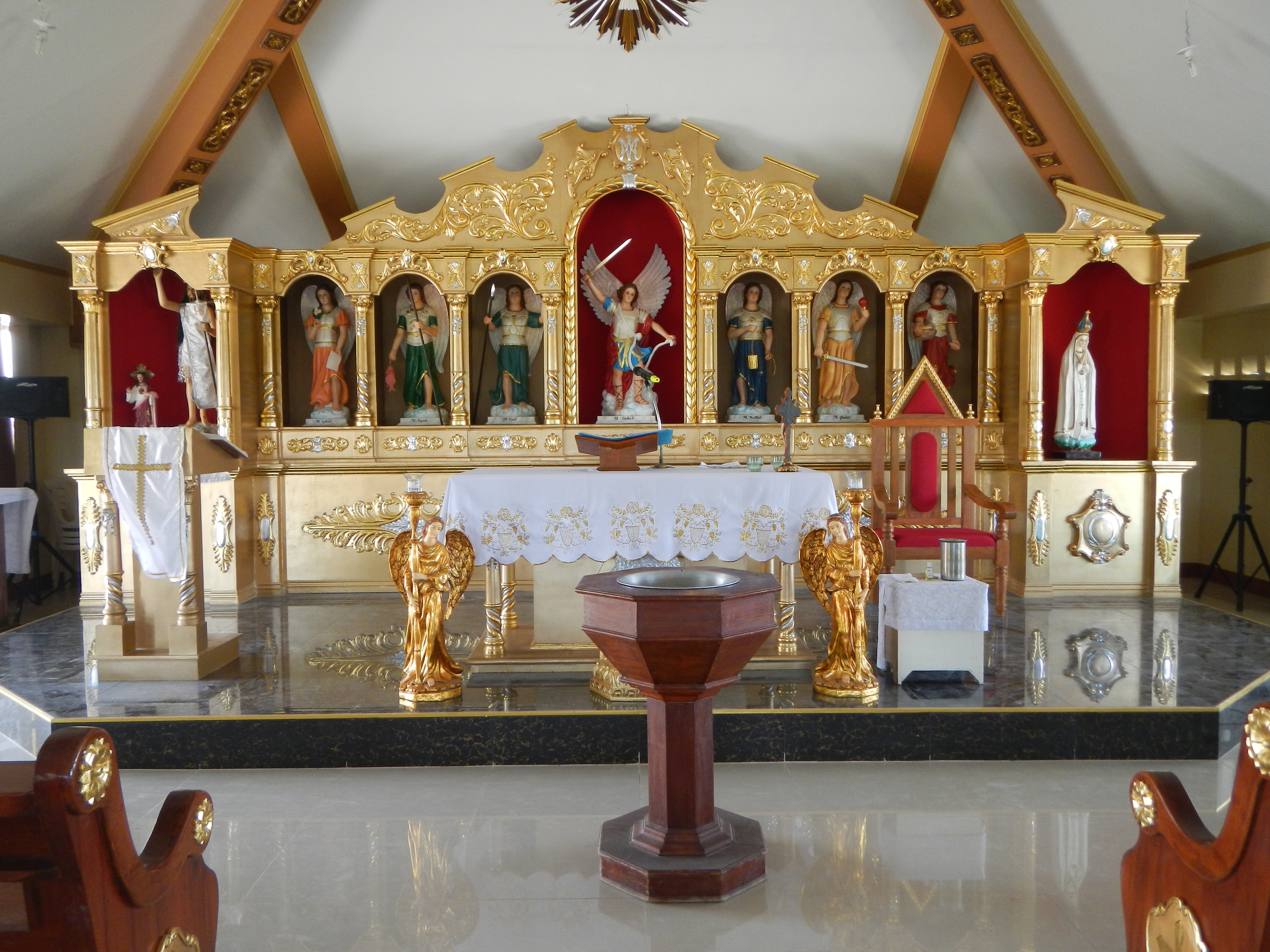
Ołtarz siedmiu archaniołów w kościele w Plaridel na Filipinach, Jehudiel drugi po prawej stronie centralnie ustawionej figury Michała Archanioła